# 후안 카를로스 오네티

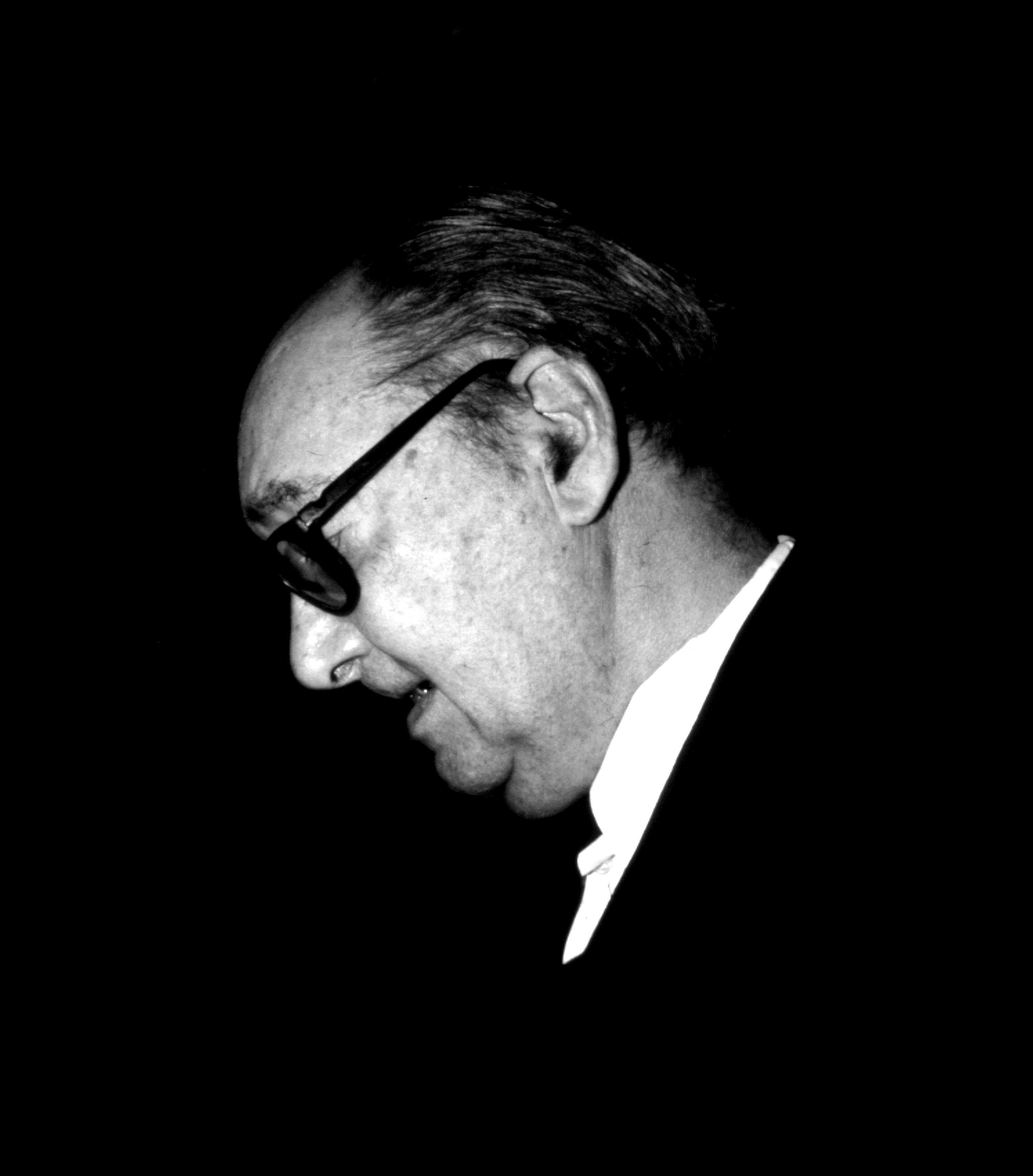
Juan Carlos Onetti (1981)

후안 카를로스 오네티(Juan Carlos Onetti, 1909년 7월 1일 - 1994년 5월 30일)는 우루과이의 소설가, 언론인이다. 장편 소설 및 단편 소설을 모두 썼다.
1909년 우루과이의 몬테비데오에서 태어났다. 고등학교를 중퇴하고 30세 무렵에 처음 소설을 써 출판하였으며, 그 무렵 우루과이 신문 《마르차》에서 편집 일을 하고 있었다. 이후 왕성한 창작을 하여 점점 라틴아메리카의 중요한 작가 중 하나로 자리매김하였고, 1962년에는 우루과이 국가 문학상을 받았다. 1974년 우루과이의 군사독재정권에 의해 수감되었다 6개월 후 풀려난 뒤에는 아내와 함께 스페인으로 가서 작가 활동을 계속하였다. 1980년 미겔 데 세르반테스 상을 받았으며, 1994년 스페인 마드리드에서 사망하여 마드리드의 알무데나 공동묘지에 묻혔다.